# Abathescalpellum koreanum
Abathescalpellum koreanum är en kräftdjursart som först beskrevs av Hiro 1933.  Abathescalpellum koreanum ingår i släktet Abathescalpellum och familjen Scalpellidae. Inga underarter finns listade i Catalogue of Life.